# Soziale Epistemologie
Unter sozialer Epistemologie oder sozialer Erkenntnistheorie werden eine Reihe erkenntnistheoretischer Positionen zusammengefasst, welche die gesellschaftlichen Dimensionen und kollaborativen Aspekte von Wissen beleuchten. Im Kontrast zur klassischen Erkenntnistheorie, bei der ein erkennendes Individuum im Zentrum steht, untersucht die soziale Erkenntnistheorie die sozialen Interaktionen von Individuen, Gruppen und Systemen bei der Wissensproduktion.

## Begriff
Wie die klassische Erkenntnistheorie fragt auch die soziale Epistemologie nach den Voraussetzungen für Erkenntnis und dem Zustandekommen von Wissen. Nach der Standarddefinition von Wissen verfügt ein erkennendes Subjekt dann über Wissen, wenn es eine wahre und gerechtfertigte Überzeugung hat. Dementsprechend untersucht die klassische Erkenntnistheorie die individuellen Erkenntnisquellen. Dazu gehören beispielsweise sinnliche Wahrnehmungen, Erinnerungen oder vernünftige Schlussfolgerungen. Die soziale Epistemologie kritisiert hierbei, dass die sozialen Aspekte des Wissens übersehen werden und geht stattdessen davon aus, „dass menschliches Wissen grundständig sozial konstituiert ist und auf kooperativen Akten eines kollektiven Subjektes beruht.“
Diese Vorannahme teilt sie mit der Wissenssoziologie, richtet den Fokus aber weniger auf die Entstehung, Verbreitung und Bewahrung von Wissen, sondern auf dessen Bedingungen und Rechtfertigungsmöglichkeiten. Zentrale Fragen der sozialen Epistemologie behandeln u. a. die Rolle des Zeugnisses anderer bei der eigenen Meinungsbildung (siehe unten), inwiefern neben Individuen auch Gruppen, Institutionen oder Systeme Träger von Überzeugungen und Wissen sein können, oder wie Laien den Status von Experten beurteilen können.

## Soziale Dimensionen der Erkenntnistheorie
Der Philosoph Alvin Goldman unterscheidet verschiedene „doxastische Akteure“ (von altgriechisch δόξα dóxa ‚Meinung‘), d. h. Subjekte, die sich aktiv eigenständige Meinungen bilden.  Im Gegensatz dazu bezeichnet Doxa in der Soziologie unhinterfragte oder unkritisch für wahr genommene Überzeugungen.

### Soziale Dimensionen von individuellen doxastischen Akteuren
Goldman bezeichnet Menschen, welche eine doxastische Position gegenüber einer Aussage einnehmen, d. h. dieser beispielsweise zustimmen, sie ablehnen oder sich einem Urteil enthalten, als individuelle doxastische Akteure („individual doxastic agent“). Die soziale Dimension von individuellen doxastischen Akteuren zeigt sich in der Bezugnahme auf direkte (z. B. im Gespräch) oder indirekte (z. B. durch Lesen eines Buches) Erkenntnisquellen, welche soziale, also kommunikativ entstandene Belege für die Meinungsbildung darstellen. Auf der Ebene individueller doxastischer Akteure fragt die soziale Epistemologie etwa nach dem Einfluss des Zeugnisses anderer bei der Meinungsbildung. Oder genauer danach, wie man zwischen zwei einander widersprechenden Experten entscheidet, welchem man mehr Glauben schenkt.

### Soziale Dimensionen von kollektiven doxastischen Akteuren
Neben Individuen können auch Gruppen erkennende Subjekte sein. Solche kollektiven doxastischen Akteure („Collective doxastic agents“) setzen sich aus mehreren Individuen zusammen, um kollektive Wissensentscheidungen zu treffen. Gruppen werden in der traditionellen Erkenntnistheorie nicht als eigenständige erkennende Subjekte berücksichtigt. Die soziale Epistemologie untersucht daher sowohl die Entstehung dieser Gruppen als auch den Prozess, mit dem Gruppen aus individuellen Urteilen zu einer gemeinsamen Überzeugung gelangen. Beispiele solcher Gruppen sind etwa eine aus einzelnen Geschworenen bestehende Jury in einem Strafprozess, die gemeinschaftlich ein Urteil fällt, oder Gremien, die eine gemeinschaftliche Empfehlung aussprechen, oder auch Vereine oder Parteien, die eine gemeinsame Haltung einnehmen. Auf der Ebene kollektiver doxastischer Akteure fragt die soziale Epistemologie etwa danach, in welchem Verhältnis die Urteile einzelner Gruppenmitglieder zum kollektiven Gruppenentscheid stehen oder auf Basis welcher Abstimmungsprozesse – Mehrheitsentscheid, Konsensbildung, Aggregation einzelner Urteile etc. – ein kollektives Urteil gefällt wird.

### Soziale Dimensionen von doxastischen Systemen
Neben Individuen und Gruppen können auch ganze Systeme an der Wissensgewinnung beteiligt sein. Doxastische oder epistemische Systeme sind soziale Systeme mit festgelegten Zielen, Regeln und Abläufen, bei denen es im Kontrast zu doxastischen Gruppen nicht um das Fällen gemeinschaftlicher Urteile geht, sondern um die Förderung des Wissens- und Informationsstandes ihrer Mitglieder. Beispiele für solche epistemischen Gemeinschaftsunternehmen sind wissenschaftliche Institutionen wie Forschungszentren oder Universitäten, Bildungseinrichtungen, Anstalten der öffentlichen Meinungsbildung wie Presse oder Rundfunk aber auch internetbasierte Systeme der Massenzusammenarbeit wie Wikipedia.
Auf der Ebene epistemischer Systeme fragt die soziale Epistemologie nach den epistemischen Regeln und Werten eines Systems und untersucht, inwiefern diese die Wissensgewinnung beeinflussen. Beispiele für solche erkenntnistheoretischen Werte sind die journalistischen Grundsätzen des Pressekodex oder Regeln der Rechtsprechung in verschiedenen Rechtssystemen, wie etwa die Bezugnahme auf Präzedenzfälle im angelsächsischen Common Law bzw. auf Gesetze im kontinentaleuropäischen Zivilrecht.

## Das Zeugnis anderer als Beispiel sozialer Epistemologie
Ein Zeugnis im epistemischen Sinn ist eine Aussage, deren Ziel es ist, eine Information mitzuteilen, deren Inhalt wahr oder falsch sein kann, nicht zu verwechseln mit dem Zeugnis in einem Gerichtsverfahren. Gesprächsfüller „Was für ein schöner Tag“ oder emotionale Ausrufe „Du schaffst das!“ sind entsprechend keine Zeugnisse, da sie zwar Informationen beinhalten, es jedoch nicht ihr Ziel ist, diese Information mitzuteilen. Ein für die soziale Epistemologie wichtiger Begriff ist die zeugnisbasierte Meinung, welcher eine Meinung beschreibt, die ein Hörer aufgrund des Zeugnisses anderer bildet. Neben individuellen Erkenntnisquellen wie Wahrnehmung, Selbstbeobachtung oder Erinnerung basiert unser Wissen maßgeblich auf dem Zeugnis anderer Menschen (Eltern, Lehrer, Wissenschaftler u. v. m.). Fast jeder weiß zum Beispiel, dass der Mount Everest der höchste Berg der Welt ist, aber die Allerwenigsten haben ihn tatsächlich bestiegen oder seine Höhe gemessen. Stattdessen handelt es sich hierbei um eine zeugnisbasierte Meinung, die auf dem Wissen anderer beruht, etwa einem Wikipedia-Eintrag.

### Das Zeugnis anderer als Erkenntnisquelle
Die Rechtfertigung des Zeugnisses anderer als Erkenntnisquelle lässt sich aus zwei Positionen bewerten: der anti-reduktionistischen und der reduktionistischen Position.

#### Die anti-reduktionistische Position
Ein Zeugnis bildet nach anti-reduktionistischer Position eine eigenständig zu rechtfertigende Erkenntnisquelle, wie auch z. B. Vernunft und Erfahrung. Die Bewertung eines Zeugnisses erfolgt nach dieser Position über Entkräftigungsgründe (engl. „defeater“). Sind Gründe vorhanden, die eine Aussage entkräften, lassen sie den Zuhörer begründet an dem Zeugnis zweifeln. Interne Entkräftigungsgründe sind psychologisch fundiert, nämlich in den Meinungen und Einstellungen des Zuhörers. Externe Entkräftigungsgründe sind hingegen normativ fundiert und begründen sich auf den Normen und Werten eines epistemischen Systems. Entkräftigungsgründe können sich auch gegenseitig entkräften.
An der anti-reduktionistischen Position besteht die Kritik, dass jedes Zeugnis in Abwesenheit eines Entkräftigungsgrundes als Erkenntnisquelle gerechtfertigt werden kann. So wäre z. B. die Aussage „Die Erde ist eine Scheibe“ eine legitime Erkenntnisquelle, solange für einen Zuhörer keine relevanten Entkräftigungsgründe vorhanden sind.

#### Die reduktionistische Position
Für die reduktionistische Position bildet ein Zeugnis keine eigenständige Erkenntnisquelle, sondern muss durch individuelle Quellen wie z. B. Erfahrung oder Vernunft gerechtfertigt werden. Dies bedeutet, dass nicht die Abwesenheit von Zweifeln an einer Aussage allein die Akzeptanz eines Zeugnisses rechtfertigen kann, sondern zudem positive z. B. vernunft- oder erfahrungsbasierte Belege angeführt werden müssen. Weiterhin wird zwischen der global und der lokal reduktionistischen Position unterschieden. Um die Akzeptanz eines Zeugnisses anderer zu rechtfertigen, fordert die globale Position von einem Zuhörer positive Belege für die Annahme, dass das Zeugnis anderer im Allgemeinen zu rechtfertigen ist. Die lokale Position fordert hingegen eine situationsabhängige Rechtfertigung von jedem einzelnen Zeugnis. An der reduktionistischen Position besteht die Kritik, dass der Zuhörer in diversen Bereichen, wie z. B. in der Kindheit, kein Vorwissen hat, durch das das Zeugnis gerechtfertigt werden kann. Versucht sich ein Individuum bspw. durch Lesen dieses Artikels ein Grundwissen zu sozialer Epistemologie anzueignen, ist dies nach der reduktionistischen Position nur möglich, falls zudem positive Belege für die Rechtfertigung der Akzeptanz dieses Artikels bestehen.

### Die soziale Dimension des Zeugnisses anderer
Die Philosophin Jennifer Lackey stellt zwei Gesichtspunkte heraus, die im Kontrast zu individuellen Erkenntnisquellen wie z. B. Erfahrung oder Vernunft bei dem Zeugnis anderer eine erkenntnistheoretisch relevante Rolle spielen: Die Informationsebene und die Vertrauensebene.
Die Informationsebene beschreibt die reine Information einer Aussage ohne den Kontext der Äußerung zu berücksichtigen. Das Zeugnis anderer wird dabei als reiner Wissenstransfer verstanden. Dabei wird vorausgesetzt, dass die weitergegebene Information von dem jeweiligen Sprecher tatsächlich gewusst werden muss. Eine Schwierigkeit, die sich daraus ergibt, stellt z. B. die Präsentation von Informationen durch Nachrichtensprecher dar, die nicht zwangsweise über das präsentierte Wissen verfügen müssen, es dennoch weitergeben. Diese Schwierigkeit lässt sich auflösen, indem man das Zeugnis anderer nicht als Wissensweitergabe, sondern als eine Weitergabe von Informationen oder Aussagen versteht. Es geht also nicht darum, ob der Sprecher wirklich über das Wissen von etwas verfügt, sondern vielmehr darum, zu prüfen, ob die Information bzw. Aussage verlässlich ist. Mit dem Begriff der Verlässlichkeit wird der soziale Aspekt in den Mittelpunkt des Zeugnisses anderer gestellt, nämlich die Vertrauensebene. Die Vertrauensebene berücksichtigt den Kontext einer Aussage, wie die Verlässlichkeit und die Motive eines Sprechers. Um einer Aussage zu vertrauen, muss ein Sprecher daher dem Zuhörer deutlich machen, dass das Gesagte stimmt und dieses glaubhaft vermitteln. Dem Zuhörer dürfen hierbei keine berechtigten Zweifel vorliegen, weder gegen den Inhalt der Information noch gegen die Verlässlichkeit des Sprechers.